# サイード・ダルウィーシュ

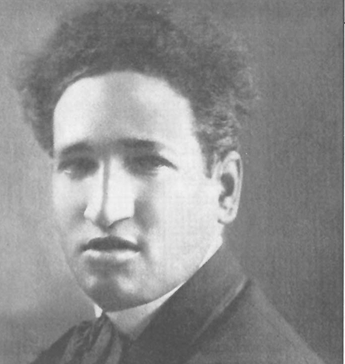
サイード・ダルウィーシュ

サイエド・ダルウィーシュ（سيد درويش、Sayed Darwish、1892年3月17日 - 1923年9月10日）は、エジプトの作曲家、歌手。
アレクサンドリア出身。エジプトのポピュラー音楽の父とみなされている。民族運動指導者ムスタファ・カーメルの演説につけた曲は、エジプトの国歌（ビラーディ・ビラーディ・ビラーディ）となっている。
| スタブアイコン | サブスタブ | この項目は、まだ閲覧者の調べものの参照としては役立たない、歌手に関連した書きかけの項目です。この項目を加筆・訂正などしてくださる協力者を求めています（P:音楽/PJ:芸能人）。 |

| スタブアイコン | サブスタブ | この項目は、まだ閲覧者の調べものの参照としては役立たない、音楽関係者（バンド等）に関連した書きかけの項目です。この項目を加筆・訂正などしてくださる協力者を求めています（P:音楽/PJ:芸能人）。 |